# Astrothorax liberator
Astrothorax liberator is een slangster uit de familie Gorgonocephalidae.
De wetenschappelijke naam van de soort werd in 1930 gepubliceerd door René Koehler.